# Hook Island
Hook Island ist eine der Inseln der Inselgruppe der Whitsunday Islands vor der Küste von Queensland in Australien. Die Insel ist felsig und ein Teil des Whitsunday Islands National Park. Die Insel wird offiziell noch zu den Cumberland Islands gezählt, die James Cook 1770 entdeckt und so benannt hatte.

## Inselereignisse
Am 12. Februar 2008 lief eine Yacht bei Cape Cove auf Grund. Die auf der Jacht befindlichen 37 Personen wurden mit Hubschraubern gerettet. Diese Rettungsaktion war die größte Rettung von Schiffbrüchigen durch diese Fluggeräte in Australien. Zwei Personen wurden im Dezember 2009 durch die giftige Irukandji-Qualle beim Schnorcheln auf der Hook Island getötet.
Auf dieser Insel befinden sich die ältesten archäologischen Stätten im Osten von Australien. An einer Stätte am Nara Inlet wurden die ältesten Funde vom Aborigines-Stamm der Ngaro mit einem Alter von 9000 Jahren im Great Barrier Reef Marine Park gefunden. Zu diesem Ort führt der Ngaro-Sealtrail.

## Touristische Informationen
Die Insel hat zwei sehenswerte Fjorde, den Nara und Macona Inlet. Die Insel liegt im Norden der Festlandküste mit Korallenstränden, an denen geschnorchelt und getaucht werden kann. Auf Hook Island befindet sich das Hook Island Wilderness Resort, das an bestimmten Tagen für große Katamarane geöffnet. In diesem Resort befindet sich ein Restaurant mit Bar, wo Essen und Snacks erhältlich sind. Das Resort organisiert auch Schwimm-, Schnorchel-, Tauchfahrten und Beobachtungen der Unterwasserwelt in einem Unterwasser-Observatorium.